# Hexamidin
Hexamidin ist eine chemische Verbindung aus der Gruppe der Dibenzamidine.

## Verwendung
Hexamidin und sein Diisethionat  wird als antibakterieller Wirkstoff bzw. als Desinfektionsmittel und Konservierungsmittel zum Beispiel in Kosmetika verwendet. Es wird auch in der Augenheilkunde, zum Beispiel zur Behandlung der Acanthamoeba keratitis in Form von Augentropfen eingesetzt. Hexamidin wurde 1939 von May & Baker patentiert und ist als Generikum im Handel.

## Sicherheitshinweise
Hexamidin-Diisethionat kann allergische Hautreaktionen auslösen.